# TER Nord-Pas-de-Calais
A TER Nord-Pas-de-Calais egy regionális vasúthálózat Franciaországban, a Nord-Pas-de-Calais régióban, melyet az SNCF üzemeltet. Az 1127 km-es hálózatot naponta 112 ezer utas veszi igénybe. A hálózat központja Gare de Lille-Flandres.

## Hálózat
| Járat                                   | Útvonal | Gyakoriság | Megjegyzés |
| --------------------------------------- | --- | ---------- | ---------- |
| 1                                       | Lille-Flandres ... Roubaix - Tourcoing ... Kortrijk ... Antwerp / Oostende                                             |            |            |
| 2                                       | Amiens ... Arras ... Douai ... Lille-Flandres (lásd TER Picardie line 1 for details)                                   |            |            |
| 3                                       | Lille-Flandres ... Ascq† ... Tournai ... Charleroi-South ... Liège-Guillemins                                          |            |            |
| 4                                       | Lille-Flandres ... Ascq ... Orchies                                                                                    |            |            |
| 5                                       | Lille-Flandres ... Comines                                                                                             |            |            |
| 6                                       | Dunkerque - Bergues - Hazebrouck ... Béthune ... Lens ... Arras                                                        |            |            |
| 7                                       | Calais-Ville - Saint-Omer - Hazebrouck ... Béthune ... Lens ... Arras                                                  |            |            |
| 8                                       | Dunkerque ... Hazebrouck ... Armentières ... Lille-Flandres                                                            |            |            |
| 9                                       | Calais-Ville ... Dunkerque                                                                                             |            |            |
| 11                                      | Amiens ... Abbeville ... Étaples-Le Touquet ... Boulogne-Ville ... Calais-Ville (see TER Picardie line 24 for details) |            |            |
| 12                                      | Boulogne-Ville ... Calais-Ville ... Hazebrouck ... Armentières ... Lille-Flandres                                      |            |            |
| 13                                      | Lille-Flandres ... Libercourt ... Lens                                                                                 |            |            |
| 14                                      | Boulogne-Ville ... Étaples-Le Touquet ... Saint-Pol-sur-Ternoise ... Arras                                             |            |            |
| 15                                      | Boulogne-Ville ... Étaples-Le Touquet ... Saint-Pol-sur-Ternoise ... Béthune ... Don-Sainghin ... Lille-Flandres       |            |            |
| 16                                      | Lille-Flandres ... Orchies ... Valenciennes ... Aulnoye-Aymeries ... Maubeuge ... Jeumont                              |            |            |
| 17                                      | Lille-Flandres ... Valenciennes ... Aulnoye-Aymeries† ... Avesnes-sur-Helpe ... Hirson ... Charleville-Mézières        |            |            |
| 18                                      | Busigny ... Aulnoye-Aymeries                                                                                           |            |            |
| 19                                      | Lille-Flandres ... Somain ... Valenciennes fővonal: Somain - Lourches                                                  |            |            |
| 20                                      | Lille-Flandres - Valenciennes ... Lourches ... Cambrai                                                                 |            |            |
| 21                                      | Lens ... Douai ... Valenciennes                                                                                        |            |            |
| 22                                      | Lille-Flandres - Douai ... Cambrai ... Busigny - Saint-Quentin                                                         |            |            |
| 23                                      | Lens ... Don-Sainghin ... Lille-Flandres                                                                               |            |            |
| 24                                      | Jeumont - Erquelinnes ... Thuin ... Charleroi-South                                                                    |            |            |
| † Nem minden vonat áll meg az állomáson | |            |            |

- Lille - Calais - Boulogne-sur-Mer (TER grande vitesse)
- Lille - Dunkerque (TER grande vitesse)
- Lille - Arras (TER grande vitesse)

## Állomások listája
Ez a lista az állomásokat sorolja fel ábécé sorrendben.

## Járművek

### Motorvonatok
- SNCF Z 23500 sorozat
- SNCF Z 24500 sorozat
- SNCF Z 92050 sorozat
- SNCF X 4500 sorozat
- SNCF X 73500 sorozat
- SNCF X 76500 sorozat ismeert még mint XGC X 76500
- SNCF Z 26500 sorozat

### Mozdonyok
- SNCF BB 16500 sorozat
- SNCF BB 66400 sorozat
- SNCF BB 67400 sorozat

### Jövőbeli tervek
A hálózat fejlesztése a jövőben:
- kétvágányú és villamosított vasútvonal Calais és Dunkerque között;
- Arras és Cambrai között, továbbá Douai és Orchies közötti vasútvonal újranyitása;
- sűrűbb vonatközlekedés Lille és Lens között;
- Fourmies, Maubeuge és Lille között egy új, nagysebességű regionális vasútvonal, mely a jelenlegi 1 órás 30 perces menetidőt 45 percesre csökkenti.